# شهرستان مید (کانزاس)
شهرستان مید، کانزاس (به انگلیسی: Meade County, Kansas) یک سکونتگاه مسکونی در ایالات متحده آمریکا است که در کانزاس واقع شده‌است.